# Élipand
Élipand (en latin Elipandus), né en 717, mort en 808, est un ecclésiastique mozarabe, archevêque de Tolède à la fin du VIIIe siècle, et un des principaux défenseurs de l'adoptianisme.
La doctrine adoptianiste est caractéristique de la chrétienté espagnole du VIIIe siècle ; elle soutient que le Christ n'est pas le fils de Dieu, mais simplement adopté par le Père.

## Biographie
Élipand deviendrait archevêque de Tolède vers 754.
Lorsque, en 783, la reine Audesinde prend le voile en présence de la cour des Asturies, Élipand fait lire une lettre dans laquelle il déclare qu'il convient d'exterminer tous ceux qui ne verraient pas dans le Christ le fils adoptif de Dieu[réf. nécessaire]. 
Il défend ses thèses au synode de Francfort (794), ainsi qu'au Concile d'Aix-la-Chapelle (800). À cette occasion il affronte notamment Alcuin, proche conseiller de Charlemagne. La doctrine adoptianiste est condamnée et Élipand doit quitter son siège de Tolède.
Contre les thèses d'Élipand, Beatus de Liébana et l'évêque Eterius d'Osma ont écrit  l'Apologeticum. Selon la tradition, Beatus de Liébana a même traité Élipand de «Testiculum anticristi» (Testicule de l'Antéchrist).